# Telipogon guacamayensis
Telipogon guacamayensis är en orkidéart som beskrevs av Dodson och Rodrigo Escobar. Telipogon guacamayensis ingår i släktet Telipogon och familjen orkidéer. Inga underarter finns listade i Catalogue of Life.